# Goniurosaurus luii
Espèce
Goniurosaurus luii est une espèce de geckos de la famille des Eublepharidae.

## Répartition
Cette espèce se rencontre au Viêt Nam et au Guangxi et à Hainan en Chine.

## Description
C'est un gecko nocturne a un aspect élancé, le corps et la queue sont fins et les pattes fines et allongées. Les corps est brun bleuté, avec de fines bandes transversales claires sur tout le corps. La première bande claire démarre sur la nuque et revient passer sous les yeux.

## Reproduction
Les femelles pondent jusqu'à six fois des groupes de deux œufs.

## Étymologie
Cette espèce est nommée en l'honneur de Wai Lui.

## En captivité
Ce gecko est assez récent dans le monde de la terrariophilie.

## Publication originale
- Grismer, Viets & Boyle, 1999 : Two new continental species of Goniurosaurus (Squamata: Eublepharidae) with a phylogeny and evolutionary classification of the genus. Journal of Herpetology, vol. 33, n. 3, p. 382-393.